# Krzysztof Wyskiel
Krzysztof Wyskiel (ur. 22 stycznia 1957 w Rzeszowie, zm. 20 sierpnia 1989 w Hockenheim) – polski pilot samolotowy i szybowcowy, instruktor lotnictwa, czterokrotny mistrz Polski w zawodach rajdowo-nawigacyjnych, drużynowy mistrz świata w akrobacji szybowcowej.

## Życiorys
Od początku kariery związany z Aeroklubem Rzeszowskim. Zaczynał jako 16-latek w 1973. W 1974 zdobył licencję pilota szybowcowego. W 1979 w parze ze Zbigniewem Zajdlem zdobył złoty medal w Samolotowych Mistrzostwach Polski Rajdowo-Nawigacyjnych Juniorów w Piotrkowie Trybunalskim. We wrześniu 1980 wraz z Wacławem Nyczem zajął 1. miejsce w mistrzostwach seniorskich w Nowym Targu. Ten sam duet (Nycz-pilot, Wyskiel-nawigator) triumfował jeszcze trzykrotnie zdobywając tytuł mistrzów Polski rajdowo-nawigacyjnych.
Zginął tragicznie 20 sierpnia 1989 w czasie Mistrzostw Świata w akrobacji szybowcowej w niemieckiej miejscowości Hockenheim wykonując skomplikowany manewr na wysokości około 300 metrów. Przyczyną tragedii było oderwanie się skrzydeł w szybowcu Kobuz. Tragedia wywołała lawinę krytyki pod adresem władz polskiego lotnictwa sportowego, które obarczano winą za fakt, że polscy piloci latają na przestarzałym sprzęcie. Po katastrofie Kobuzy (produkowane w latach 60. XX wieku) wycofano z eksploatacji.

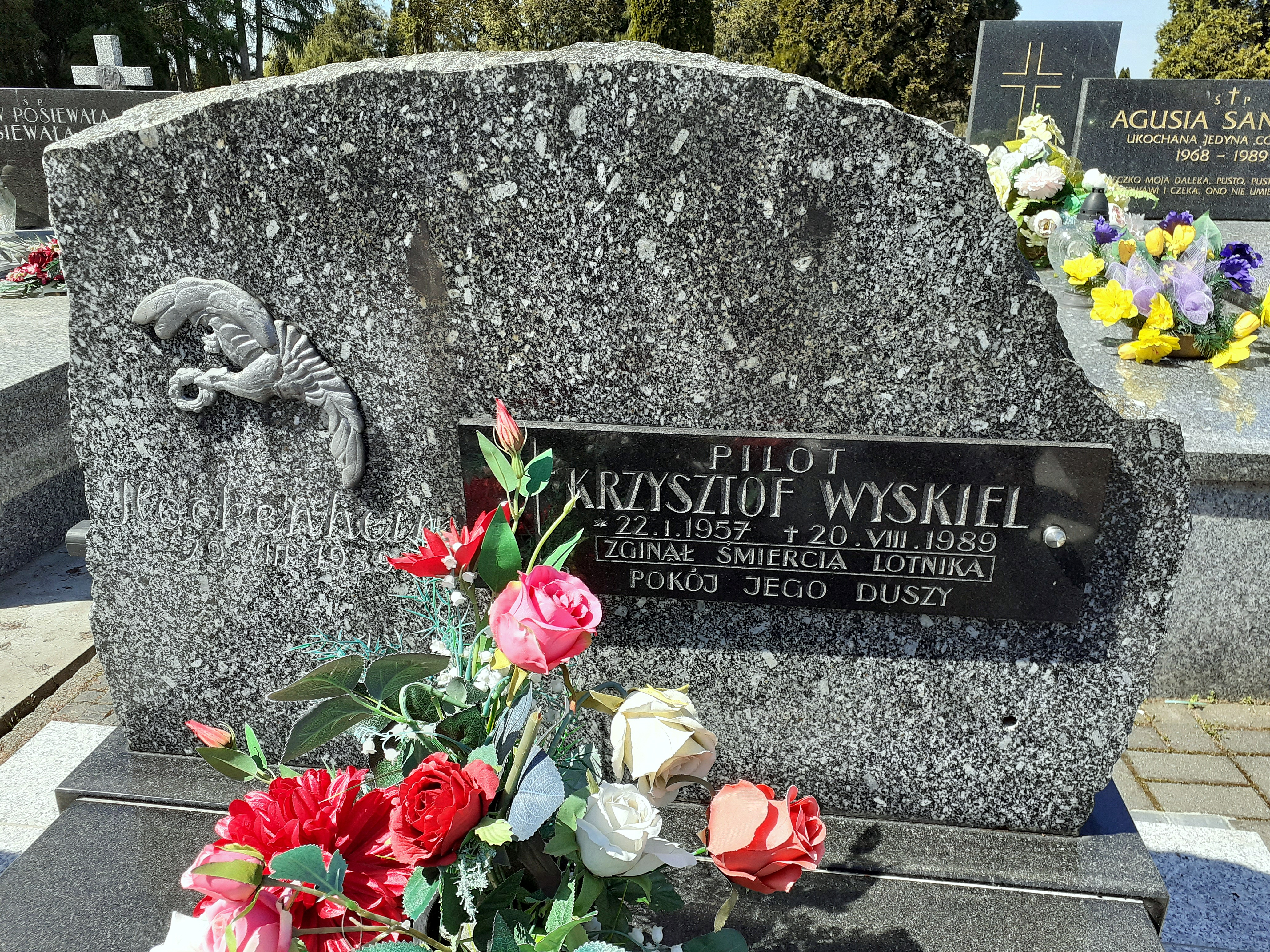
Nagrobek Krzysztofa Wyskiela

Został pochowany na cmentarzu komunalnym Wilkowyja w Rzeszowie. Był żonaty, miał córki.
W ramach XXX plebiscytu na najpopularniejszego sportowca Polski południowo-wschodniej, organizowanego przez dziennik „Nowiny”, otrzymał pośmiertnie tytuł honorowego sportowca roku 1989
29 sierpnia 2023 roku Rada Miasta Rzeszowa nadała imię Krzysztofa Wyskiela skwerowi na osiedlu Baranówka.

## Najważniejsze osiągnięcia sportowe
- 1979
  - X Samolotowe Mistrzostwa Polski Rajdowo-Nawigacyjne Juniorów – złoty medal
- 1980
  - XXIII Samolotowe Mistrzostwa Polski Rajdowo-Nawigacyjne – złoty medal
- 1981
  - XV Lubelskie Zimowe Zawody Samolotowe (nieoficjalne zimowe mistrzostwa Polski) – złoty medal
- 1982 
  - XXV Samolotowe Mistrzostwa Polski Rajdowo-Nawigacyjne – złoty medal
- 1983
  - XXII Lubelsko-Podlaskie Zimowe Zawody Samolotowe – złoty medal
- 1986
  - XXIX Samolotowe Mistrzostwa Polski Rajdowo-Nawigacyjne – srebrny medal
- 1987
  - XX (XXV) Lubelsko-Podlaskie Zimowe Zawody Samolotowe[13] – srebrny medal
  - XXX Samolotowe Mistrzostwa Polski Rajdowo-Nawigacyjne – złoty medal
  - II Mistrzostwa Świata w Akrobacji Szybowcowej – złoty medal drużynowo
- 1988
  - XXI (XXVI) Lubelsko-Podlaskie Zimowe Zawody Samolotowe – złoty medal
  - XXXI Samolotowe Nawigacyjne Mistrzostwa Polski – złoty medal